# Розуэлл, Нью-Мексико (телесериал)
«Розуэлл, Нью-Мексико» (англ. Roswell, New Mexico) — американский фантастический телесериал, который основан на серии книг Мелинды Метц и является ремейком телесериала «Город пришельцев» (1999—2002). Премьера сериала состоялась 15 января 2019 на телеканале The CW.
24 апреля 2019 года канал CW продлил телесериал на второй сезон. Премьера второго сезона сериала состоялась на CW 16 марта 2020 года.
7 января 2020 года канал CW продлил телесериал на третий сезон.. 3 февраля 2021 года сериал продлили на четвертый сезон. Премьера третьего сезона состоялась 26 июля 2021 года. Премьера четвертого сезона состоится 6 июня 2022 года. 12 мая 2022 телеканал CW закрыл телесериал после четвертого сезона.

## Сюжет
Вернувшись в свой родной город Розуэлл, штат Нью-Мексико, дочь иммигрантов без документов обнаруживает, что ее возлюбленный ― инопланетянин, который скрывал свои способности всю свою жизнь. Она хранит его тайну, когда они воссоединяются, но когда жестокое нападение указывает на большее инопланетное присутствие на Земле, политика страха и ненависти угрожает разоблачить его.

## В ролях

### Основной состав
= Главная роль в сезоне
     = Второстепенная роль в сезоне
     = Гостевая роль в сезоне
     = Не появляется
| Джанин Мейсон   | Лиз Ортехо          | 13 | 13 | 26 |
| Нейтан Парсонс  | Макс Эванс          | 13 | 13 | 26 |
| Майкл Вламис    | Майкл Гэрин         | 13 | 13 | 26 |
| Лили Коулес     | Изобэл Эванс-Бракен | 13 | 13 | 26 |
| Тайлер Блэкберн | Алекс Мэйнс         | 11 | 11 | 22 |
| Хезер Хемменс   | Мария ДеЛюка        | 10 | 10 | 20 |
| Майкл Тревино   | Кайл Валенти        | 11 | 10 | 21 |
| Тревор Ст. Джон | Джесси Мэйнс        | 7  | 8  | 15 |
| Каран Оберой    | Ноа Бракен          | 11 | 1  | 12 |
| Эмбер Мидфандер | Роза Ортехо         | 6  | 10 | 16 |
| Всего эпизодов  | Всего эпизодов      | 13 | 13 | 26 |

### Второстепенный состав
| Райли Воулкел      | Дженна Кэмерон       | 9  | 6  | 15 |
| Роза Арредондо     | Шериф Мишель Валенти | 5  | 6  | 11 |
| Карлос Компеан     | Артуро Ортехо        | 5  | 6  | 11 |
| Питер Дисет        | Грант Грин           | 4  | 3  | 7  |
| Кайова Гордон      | Флинт Мейнс          | 2  | 4  | 6  |
| Шерри Сом          | Мими ДеЛука          | 1  | 3  | 4  |
| Клаудия Блэк       | Энн Эванс            | 1  | 2  | 3  |
| Дилан МакТи        | Уайтт Лонг           | 4  | 2  | 6  |
| Жустина Адорно     | Стефа                |    | 8  | 8  |
| Джейми Клейтон     | Чарли Кэмерон        |    | 3  | 3  |
| Клео Энтони        | Диего                |    | 4  | 4  |
| Бертила Дамас      | Хелена Ортехо        |    | 4  | 4  |
| Кристиан Антидорми | Форрест              |    | 5  | 5  |
| Таннер Новлан      | Грегори Мейнс        |    | 3  | 3  |
| Всего эпизодов     | Всего эпизодов       | 13 | 13 | 26 |

## Обзор сезонов
| Сезон | Сезон | Эпизоды | Дата показа    | Дата показа     | Рейтинг Нильсона | Рейтинг Нильсона       |
| Сезон | Сезон | Эпизоды | Премьера       | Финал           | Ранк             | Зрители США (миллионы) |
| ----- | ----- | ------- | -------------- | --------------- | ---------------- | ---------------------- |
|       | 1     | 13      | 15 января 2019 | 23 апреля 2019  | 167              | 1,69                   |
|       | 2     | 13      | 16 марта 2020  | 15 июня 2020    | 125              | 1.29                   |
|       | 3     | 13      | 26 июля 2021   | 11 октября 2021 | TBA              | TBA                    |
|       | 4     | 13      | 6 июня 2022    | 5 сентября 2022 | TBA              | TBA                    |

## Список эпизодов

### Сезон 1 (2019)
| № общий | № в сезоне | Название                                                        | Режиссёр              | Автор сценария                       | Дата премьеры   | Произв. код | Зрители в США (млн) |
| --- | ---------- | --------------------------------------------------------------- | --------------------- | ------------------------------------ | --------------- | ----------- | ------------------- |
| 1 | 1          | «Pilot» «Пилот»                                                 | Джули Плек            | Карина Эдли Маккензи                 | 15 января 2019  | 101         | 1.51                |
| Лиз возвращается в свой родной город Розуэлл, штат Нью-Мексико, где воссоединяется с давним возлюбленным Максом Эвансом. Теперь Макс работает полицейским. Но вскоре Лиз узнает шокирующую правду. Оказывается, Макс – инопланетянин, который всю свою жизнь скрывал свои неземные способности… |            |                                                                 |                       |                                      |                 |             |                     |
| 2 | 2          | «So Much for the Afterglow» «Вот вам и приятные воспоминания»   | Тим Эндрю             | Эва Маккенна & Карина Эдли Маккензи  | 22 января 2019  | 102         | 1.21                |
| В годовщину смерти Розы Лиз и Кайл делают шокирующее признание. Майкл и Изобель боятся, что Лиз раскроет их секрет. |            |                                                                 |                       |                                      |                 |             |                     |
| 3 | 3          | «Tearin' Up My Heart» «Надрывая мое сердце»                     | Неизвестно            | Неизвестно                           | 29 января 2019  | 103         | 1.27                |
| Раскрыв некоторую тревожную информацию о Максе, Лиз проводит серию тестов, чтобы выяснить, на что способны его способности. Майкл и Изобель берут дело в свои руки, когда узнают, что Лиз может быть слишком близко к Максу. Лиз заручается поддержкой Марии, когда она отправляется на уборку через Розуэлл, чтобы узнать больше о последних днях Розы. |            |                                                                 |                       |                                      |                 |             |                     |
| 4 | 4          | «Where Have All the Cowboys Gone?» «Куда подевались все ковбои» | Неизвестно            | Неизвестно                           | 5 февраля 2019  | 104         | 1.12                |
| Опасаясь, что его личность будет раскрыта, Макс испытывает противоречивые чувства, когда после общегородского отключения электроэнергии пациенты в больнице остро нуждаются в помощи. Тем временем Лиз поворачивается к Кайлу после того, как узнает подробности о ночи смерти Розы. |            |                                                                 |                       |                                      |                 |             |                     |
| 5 | 5          | «Don't Speak» «Молчи»                                           | Неизвестно            | Неизвестно                           | 12 февраля 2019 | 105         | 1.14                |
| Макс и Майкл начинают беспокоиться об Изобель после серии таинственных отключений, которые заставляют ее двигаться по спирали. Лиз обращается к Гранту Грину за помощью, когда узнает, что он мог засвидетельствовать нечто странное в ночь смерти Розы. Тем временем Кайл и Алекс раскрывают секрет, который отец Кайла скрывал ото всех. |            |                                                                 |                       |                                      |                 |             |                     |
| 6 | 6          | «Smells Like Teen Spirit» «Повеяло юностью»                     | Тим Эндрю             | Ева МакКена & Карина Одли МакКензи   | 26 февраля 2019 | 106         | 0.89                |
| Макс рассказывает Лиз о проблемах в здоровье своей сестры и о том, чро проищошло в то лето, когда умерла Роуз Ортехо, а после - о том, как это произошло. В то же время Майкл открывает Изобель правду о ее участии в том трагическом происшествии. |            |                                                                 |                       |                                      |                 |             |                     |
| 7 | 7          | «I Saw the Sign» «Я видел знак»                                 | Пол Уэсли             | Мигель Нола и Кристофер Холье        | 5 марта 2019    | 107         | 1.02                |
| Лиз ушла и Макс пытается забыться в объятьсях своей напарницы - Дженны. Его отстранили от работы в связи со стрельбой на старом складе. Изобель очень переживает из-за того, что может быть виновной в других происшествиях и является опасной для людей. Лиз поддерживает свою подругу Марию Де Лука, когда та принимает решение отправить свою сумасшедшую мать под присмотр специалистов. Изобель решает изолировать себя от окружающих. |            |                                                                 |                       |                                      |                 |             |                     |
| 8 | 8          | «Barely Breathing» «Чуть дыша»                                  | Руба Надда            | Гленн Фаррингтов и Камран Паша       | 12 марта 2019   | 108         | 0.92                |
| Макс навещает свою мать Анну в поисках ответов о своем прошлом. Кайл узнает правду о смерти Розы от Лиз и вкалывает Изобель непроверенную сыворотку. оказывается, она сама заставила доктора сделать это с собой. Алекс вырубает своего отца и выпытывает у него информацию о проекте "Пастырь". Состояние Изобель очень быстро ухудшается - по мнению Лиз девушка будет мертва к концу дня. Алекс узнает из данных проекта "Пастырь", что Майкл - пришелец. Не имея других вариантов, Лиз обращается к секретным исследованиям Майкла, которые приводят ее к выводу, что спасти Изобель можно только вернув ее в инопланетную капсулу. выяснив, что серебро влияет на капсулы, Лиз создает субстанцию, чтобы поместить Изобель внутрь. Алекс шантажирует своего отца, чтобы тот прикрыл проект "Пастырь" и покинул Розэелл. уезжая из города, Джесс вызывает Дженну и велит ей приглядывать за своим сыном и за всякими инопланетными явлениями в городе. Майкл начинает подозревать, что татуировка Макса может быть своего рода маяком. |            |                                                                 |                       |                                      |                 |             |                     |
| 9 | 9          | «Songs About Texas» «Песни о Техасе»                            | Шири Эпплби           | Сабир Пирзада & Карина Адли МакКензи | 19 марта 2019   | 109         | 1.02                |
| Прошло 6 недель после того, как Изобель ввели в стазис, Но Лиз и Майкл так и не приблизились к изобретению лекарства. В отчаянии Макс едет в Техас, чтобы встретиться с Аризоной - целительницей, которая, по его мнению ,может обладать внеземными способностями. Мария увязывается за ним в надежде, что Аризона исцелит ее мать, но только для того, чтобы ее надежды были разрушены, когда Майкл выясняет, что целительница - шарлатанка. Дженна спрашивает Алекса и Кайла о нескольких полицейских делах, которые явно скрывают нечто мистическое, а те открывают ей правду о существовании пришельцев. Впоследствии Алекс перезапускает проект "Пастырь", чтобы отследить серийного убийцу предположительно внеземного происхождения. Макс раскаивается перед Лиз в том, что не использовал свои способности, чтобы спасти больше людей. Позже от матери Аризоны он узнает о том, что в их резервации проживала женщина с чудестной способностью к излечению людей. Но она умерла в то же время, как Макс вышел из своей капсулы. Ной едет на поиски Макса и случайно обнаруживает капсулы. Кайл понимает, что смерть его отца была скрыта Джессом. Алекс решает, что он хочет примкнуть к Майклу, даже после того, как понимает, что у Герина была интрижка с Марией. Лиз рассказывает Майклу, что все знаки указывают на то, что в Розуэлле есть четвертый пришелец, который может обладать знаниями об их доме. |            |                                                                 |                       |                                      |                 |             |                     |
| 10 | 10         | «I Don't Want to Miss a Thing» «Я не хочу ничего упустить»      | Лэнс Андерсон         | Рик Монтано & Винсент Ингаро         | 26 марта 2019   | 110         | 0.92                |
| Макс и Лиз вытаскивают Изобель из ее капсулы и дают лекарство, которое, похоже, излечивает ее от кратковременных потерь памяти. Майкл показывает Алексу свои планы по строительству космического корабля, чтобы покинуть Землю. Ной неохотно позволяет Изобель вернуться, узнав, что она пришелец. Но в конце концов принимает ее. Шериф Валенти отдает Кайлу последние письма его отца. К Изобель внезапно приходят кое-какие воспоминания о Розе, поэтому она решается попросить Лиз о еще одной дозе лекарства. Мария признается Алексу, что у нее был секс с Майклом. Стрелок атакует госпиталь, Ною попали в плечо. Макс спасает их и находит стрелка, который поджигает лабораторию Лиз. Однако парень утверждает, что ничего об этом не помнит. Алекс и Кайл используют находки, чтобы декодировать секретное послание, которое оставил Джим Валенти. Оно приводит к Колфилду - старой тюрьме штата. Изобель на основе своих воспоминаний приходит к заключению, что она была влюблена в Розу и хотела ее защитить. Лиз рассказывает Майклу, что предполагает у убийцы способности к контролю за разумом людей, когда те отключаются. Изобель восстанавливает свои воспоминания об убийстве Розы под влиянием неизвестного убийцы. |            |                                                                 |                       |                                      |                 |             |                     |
| 11 | 11         | «Champagne Supernova» «Шампанское с сюрпризом»                  | Эдвард Орнелас        | Адам Лаш & Кори Учида                | 9 апреля 2019   | 111         | 0.83                |
| Городок готовится к повторному открытию центра НЛО. Макс приглашает Лиз стать его спутницей на мероприятии, но она отказывается, поскольку обещала составить компанию своему отцу. Уайт сообщает полиции, что видел одну из жертв убийства с Марией. Проект Лиз по стволовым клеткам переводят в Пало-Альто, но она не хочет снова оставлять своего отца. Макс и Майкл оказываются заперты в лаборатории Майкла, где всюду рассыпан порошок, нейтрализующий их силы. В заточении оба раздражены. Макс признается, что чувствует злость Майкла из-за того, что того не усыновили вместе с двойняшками. В ответ Майкл объясняет свое циничное отношение к человечеству и свою злость на то, что Макс ожидает от него человеческого поведения, даже когда это может причинить боль тем людям, которых он любит. Убийца накачивает Марию снотворным и использует ее, чтобы украсть приманку с лекарством у Лиз. Та находит и спасает братьев и говорит Максу, что если он действительно любит ее, то не даст ей снова сбежать. Артуро решается снова подать документы на гражданство. Лиз изучает образец крови Ноя и понимает, что тот - пришелец. В то же время Ной принуждает Изобель убить Макса. Дженна спасает его, а Лиз вкалывает Ною сыворотку, лишающую пришельцев их сил. |            |                                                                 |                       |                                      |                 |             |                     |
| 12 | 12         | «Creep» «Негодяй»                                               | Доун Уилкинсон        | Стив Стрингер & Кристофер Холье      | 16 апреля 2019  | 112         | 0.92                |
| Лиз, Макс и Изобель удерживают Ноя, пока Макс и Изобель допрашивают его. Алекс, Кайл и Майкл едут на север к заброшенной тюрьме Колфилд. Там они обнаруживают брата Алекса и много пришельцев, которых заперли в камеры и пытали в течение 71 года. Когда Майкл в попытке освободить одну из заключенных запускает сигнализацию, система приводит в действие бомбу, уничтожающую заключенных, в том числе - мать Майкла. Он возвращается в Розуэлл и противится Максу, который просто хочет дать Ною умереть. |            |                                                                 |                       |                                      |                 |             |                     |
| 13 | 13         | «Recovering the Satellites» «Возвращение спутника»              | Джули Плек, Тим Эндрю | Карина Адли МакКензи & Ева МакКенна  | 23 апреля 2019  | 113         | 1.03                |
| Макс просыпается и лечит покалеченного Майкла, который лежит без сознания. Появляется Изобель и Макс уходит вместе с ней и Ноем на хвосте. Лиз находится в закусочной, когда внезапно появляется Ной. Лиз удается его ненадолго схватить, но он сбегает и ранит ее. Изобель приводит Макса к Ною, но выясняется, что она все время была под контролем убийцы. Ной хватает Макса и отвозит его в пещеру, где хранятся их капсулы. Появляется Майкл и отвлекает Ноя, пока Макс накапливает энергию шторма. Макс атакует Ноя и убивает его. На следующий день Майкл и Изобель обнаруживают капсулу Ноя, в которой заключена Роза. Они зовут Макса и убеждают его рассказать Лиз об этой находке. Лиз пытается применить свои познания. Майкл встречается с Марией. Макс использует свои силы, чтобы воскресить Розу. Лиз чувствует, что он в беде и внезапно обнаруживает Розу живой, а Макса - практически при смерти. |            |                                                                 |                       |                                      |                 |             |                     |

### Сезон 2 (2020)
| № общий | № в сезоне | Название                                                                             | Режиссёр            | Автор сценария                         | Дата премьеры  | Произв. код | Зрители в США (млн) |
| --- | ---------- | ------------------------------------------------------------------------------------ | ------------------- | -------------------------------------- | -------------- | ----------- | ------------------- |
| 14 | 1          | «Stay (I Missed You)» «Останься, я скучаю»                                           | Лэнс Андерсон       | Карина Адли МакКензи                   | 16 марта 2020  | 201         | 0.75                |
| Разрываясь между болью от жертвы Макса и радостью от воскрешения Розы, Лиз фокусируется на том, чтобы сбежать из Розуэлла с сестрой. Однако последняя начинает испытывать побочные эффекты своего воскрешения. |            |                                                                                      |                     |                                        |                |             |                     |
| 15 | 2          | «Ladies and Gentlemen We Are Floating in Space» «Леди и джентльмены, мы - в космосе» | Лэнс Андерсон       | Карина Адли МакКензи & Ева МакКенна    | 23 марта 2020  | 202         | 0.82                |
| Лиз вынуждена поставить свой последний эксперимент на паузу из-за того, что Роза осваивается со своей новой жизнью в Розуэлле. Майкл помогает Марии с семейным кризисом. Изобель на день присоединяется к своей матери ради духовной практики. |            |                                                                                      |                     |                                        |                |             |                     |
| 16 | 3          | «Good Mother» «Хорошая мать»                                                         | Джеффри Хант        | Карина Адли МакКензи & Дейдри Манган   | 30 марта 2020  | 203         | 0.63                |
| Изобель делает рискованный выбор несмотря на его потенциальные последствия. Алекс и Майкл работают вместе, чтобы разгадать тайну ночного крушения космического корабля Норы в 1947 году. Внезапно появляется Кэмерон в поисках информации о Максе. |            |                                                                                      |                     |                                        |                |             |                     |
| 17 | 4          | «What If God Was One of Us» «Что, если Бог - один из нас»                            | Шири Эплби          | Карина Адли МакКензи & Стив Стрингер   | 6 апреля 2020  | 204         | 0.63                |
| На грани прорыва в спасении Макса Лиз обращается к Кайлу за одолжением, которое может стоить ему карьеры. Расследование Майкла и Алекса о судьбе Норы привели их на ферму. Кэмерон конфликтует с Джессом по поводу места, где находится ее сестра. |            |                                                                                      |                     |                                        |                |             |                     |
| 18 | 5          | «I'll Stand By You» «Я с тобой»                                                      | Кимберли МакКалоф   | Карина Адли МакКензи & Алана Беннет    | 13 апреля 2020 | 205         | 0.67                |
| Обнаружив кое-какие сложности в работе капсулы Макса Лиз, Майкл и Изобель сталкиваются с возможностью того, что они могут не спасти дорогого им человека. Изобель пытается мысленно связаться с Максом и понимает, что он не хочет возвращаться к жизни из опасения, что может причинить вред кому-нибудь: поглощенная им при воскрешении Розы причиняет ему мучения и заставляет разрушать все вокруг. Тем не менее, Лиз и Кайл проводят Максу пересадку сердца. В самый ответственный момент операции ситуацию спасает Роуз. Мария и Алекс находят взаимопонимание. |            |                                                                                      |                     |                                        |                |             |                     |
| 19 | 6          | «Sex and Candy» «Секс с конфетами»                                                   | Джеффри Винг Шоц    | Карина Адли МакКензи & Рик Монтано     | 20 апреля 2020 | 206         | 0.68                |
| Расследование Марии по поводу исчезновения ее матери приводит ее и Алекса к загадочному башмачнику, который едва не убивает их - разгадать загадку исчезновения Мими так и не удается. Изобель в поисках новых впечатлений приходит в гей-бар, а ночные приключения приводят ее в объятья кое-кого совершенно неожиданного. После возвращения к жизни Макс теряет все воспоминания о Лиз и считает ее незнакомкой. Девушка пытается исправить все с помощью лекарств, однако попытка оказывается неудачной. Тем не менее, Макс приглашает Лиз на свидание, где к нему возвращаются воспоминания. Вместе с необычным видением из его детства. |            |                                                                                      |                     |                                        |                |             |                     |
| 20 | 7          | «Como La Flor» «Как цветок»                                                          | Неизвестно          | Неизвестно                             | 27 апреля 2020 | 207         | 0.76                |
| Роза не может избавиться от последствий своей связи с Максом - она спонтанно генерирует электрический разряды и иногда может управлять бытовой техникой. Лиз вынуждена столкнуться с болезненной частью своего прошлого, когда в закусочной "Место крушения" внезапно объявляется ее мать, отсутствовавшая более 10 лет. Елена Ортехо настаивает на семейному ужине и возобновлении отношений, но в итоге оказывается, что ей всего лишь понадобились деньги, которые Елена планировала стащить из кассы. Майкл побуждает Марию обратиться за помощью после того, как ее посещает странное видение. Кайл выясняет, что причиной тому могут быть научные эксперименты, которые более 50 лет назад ученые проекта "Пастырь" ставили в тюрьме Кофилд над бабушкой Марии. Кайл пытается заставить Стеф открыться ему, но все идет не по плану. |            |                                                                                      |                     |                                        |                |             |                     |
| 21 | 8          | «Say It Ain't So» «Скажи, что это не так»                                            | Рэйчел Рэймист      | Карина Адли МакКензи, Ева МакКенна     | 4 мая 2020     | 208         | 0.64                |
| Макс отправляется на поиски Кэмерон, узнав, что она пропала. Майкл начинает беспокоиться о Марии после удивительного открытия истории ее семьи. Алекс идет на свидание с Форрестом. Роза принимает решение о своем будущем. |            |                                                                                      |                     |                                        |                |             |                     |
| 22 | 9          | «The Diner» «Закусочная»                                                             | Аиша Тайлер         | Карина Адли МакКензи, Стив Стрингер    | 11 мая 2020    | 209         | 0.68                |
| Раскрыв удивительную связь со своим прошлым, Майкл и Изобель узнают мучительную правду о той ночи, когда Трипп напал на их матерей; Алекс ссорится со своим отцом по поводу их неспокойной семейной истории. |            |                                                                                      |                     |                                        |                |             |                     |
| 23 | 10         | «American Woman» «Американская женщина»                                              | Маркус Стокс        | Карина Адли МакКензи, Рик Монтано      | 18 мая 2020    | 210         | 0.65                |
| Расшифровав закодированное сообщение из прошлого, способное пролить свет на проблемы настоящего, Алекс,Изобель,Макс,Майкл и Мария отправляются на поиски ответов. Сможет ли команда докопаться до правды? В это время Артуро задерживает полиция, и Кэмерон помогает Лиз собраться с силами, чтобы обратиться к одному старому знакомому. |            |                                                                                      |                     |                                        |                |             |                     |
| 24 | 11         | «Linger» «Задержка»                                                                  | Франклин А. Валлетт | Карина Адли МакКензи, Ариана Куиноньоз | 1 июня 2020    | 211         | 0.54                |
| Лиз наконец-то решается рассказать Диего о своей научной работе и о том, сколько добра могут принести ее открытия. Для расследования последних похищений Макс решает заручиться поддержкой Кайла, но оправдает ли тот его надежды? В это время Майкл начинает в одиночку искать зацепки в деле исчезновения Алекса и приходит к неожиданному результату. |            |                                                                                      |                     |                                        |                |             |                     |
| 25 | 12         | «Crash Into Me» «Врежься в меня»                                                     | Джоанна Кернс       | Карина Адли МакКензи, Дэни Толли       | 8 июня 2020    | 212         | 0.66                |
| Пока весь город активно занят подготовкой к КрашКону, Лиз и Макс делают все возможное, чтобы выяснить, кто может стать смертельно опасной угрозой фестивалю. Между тем, Мария и Изобель вынуждены принять отчаянные меры в надежде узнать больше про обстоятельства исчезновения Мими. |            |                                                                                      |                     |                                        |                |             |                     |
| 26 | 13         | «Mr. Jones» «Мистер Джонс»                                                           | Джеффри Дж. Хант    | Карина Адли МакКензи, Кристофер Холье  | 15 июня 2020   | 213         | 0.65                |
| Узнав о смертельно опасной угрозе на КрашКоне и о непосредственной близости к этому Максу, Лиз и Изобель понимают, что им необходимо сделать невероятно тяжелый выбор. Тем временем Кайл сталкивается с трудным моральным решением, когда одному из врагов требуется помощь медиков. |            |                                                                                      |                     |                                        |                |             |                     |

### Сезон 3 (2021)
| № общий | № в сезоне | Название                                                            | Режиссёр      | Автор сценария               | Дата премьеры    | Произв. код | Зрители в США (млн) |
| --- | ---------- | ------------------------------------------------------------------- | ------------- | ---------------------------- | ---------------- | ----------- | ------------------- |
| 27 | 1          | «Объятия» «Hands»                                                   | Лэнс Андерсон | Карина Маккензи              | 26 июля 2021     | T48.10301   | 0.64                |
| Пока Лиз осваивается со своей новой жизнью и карьерой в Лос-Анджелесе, Макс, Изабель и Майкл выясняют, является ли незнакомец в пещере со знакомым лицом другом или врагом. |            |                                                                     |               |                              |                  |             |                     |
| 28 | 2          | «Назови мне причину» «Give Me One Reason»                           | Лэнс Андерсон | Ева МаКкенна & Дирдри Мэнгэн | 2 августа 2021   | 302         | 0.64                |
| Несколько человек, преследующих благородную цель, получают сведения о событиях минувших лет, благодаря Джонсу. Причиной этого стал тот факт, что они стремятся к спасению жизни Макса. Тем временем другая участница событий решается пойти на самые крайние меры в своей попытке предотвратить убийство и продвинуться в собственных изысканиях. Центральная героиня неизбежно сталкивается с собственным прошлым и противостоит ему. Это испытание может оказаться очень проблемным для Лиз, но альтернативы у неё не остается. |            |                                                                     |               |                              |                  |             |                     |
| 29 | 3          | «Солнце черной дыры» «Black Hole Sun»                               | Эприлл Уинни  | Ева Маккенна & Онали Хантер  | 9 августа 2021   | 303         | 0.65                |
| Лиз спорит с Максом. Мария набирается храбрости разрешить загадку своего видения. Изобель больше узнает о своих способностях. Кайл попадает в странную игру. Майкл полон ярости. |            |                                                                     |               |                              |                  |             |                     |
| 30 | 4          | «Прогулка по океану» «Walk on the Ocean»                            | Неизвестно    | Неизвестно                   | 16 августа 2021  | 304         | 0.64                |
| Изобель и Мария предпринимают поездку с целью найти ответы. Кайл получает послание из своего прошлого. Майк делает беспокоящее его открытие. |            |                                                                     |               |                              |                  |             |                     |
| 31 | 5          | «Тихо убивая меня своей песней» «Killing Me Softly with His Song»   | Неизвестно    | Неизвестно                   | 23 августа 2021  | 305         | 0.63                |
| Лиз решает соврать Хиту. Мария и Роза вступаются за Джордана. Изобель кое-что выясняет о Джонсе. |            |                                                                     |               |                              |                  |             |                     |
| 32 | 6          | «Горько-сладкая симфония» «Bittersweet Symphony»                    | Неизвестно    | Неизвестно                   | 30 августа 2021  | 306         | 0.64                |
| Макс расследует факт взлома. Алекс продолжает свои исследования. Роза и Изобель объединяются. Лиз делает шокирующее открытие. |            |                                                                     |               |                              |                  |             |                     |
| 33 | 7          | «Спокойной Ночи, Элизабет» «Goodnight Elizabeth»                    | Неизвестно    | Неизвестно                   | 6 сентября 2021  | 307         | 0.58                |
| ! План Лиз идет не так, как ожидалось, подвергая опасности ее саму, Изобель и Майкла. Эдуардо открывает Алексу тайну. |            |                                                                     |               |                              |                  |             |                     |
| 34 | 8          | «Освободи свой разум» «Free Your Mind»                              | Неизвестно    | Неизвестно                   | 13 сентября 2021 | 308         | 0.53                |
| 35 | 9          | «Тона домашнего уюта» «Tones of Home»                               | Неизвестно    | Неизвестно                   | 20 сентября 2021 | 309         | 0.47                |
| 36 | 10         | «Ангелы безмолвия» «Angels of the Silences»                         | Неизвестно    | Неизвестно                   | 27 сентября 2021 | 310         | 0.46                |
| 37 | 11         | «2 Стало 1» «2 Became 1»                                            | Неизвестно    | Неизвестно                   | 4 октября 2021   | 311         | 0.47                |
| 38 | 12         | «Я не собираюсь уходить в таком виде» «I Ain't Goin' Out Like That» | Неизвестно    | Неизвестно                   | 11 октября 2021  | 312         | 0.44                |
| 39 | 13         | «Никогда не отпущу тебя» «Never Let You Go»                         | Неизвестно    | Неизвестно                   | 11 октября 2021  | 313         | 0.38                |

### Сезон 4 (2022)
| № общий | № в сезоне | Название                                                                  | Режиссёр      | Автор сценария                         | Дата премьеры   | Произв. код | Зрители в США (млн) |
| ------- | ---------- | ------------------------------------------------------------------------- | ------------- | -------------------------------------- | --------------- | ----------- | ------------------- |
| 40      | 1          | «Укради мой солнечный свет» «Steal My Sunshine»                           | Лэнс Андерсон | Кристофер Холлер                       | 6 июня 2022     | 401         | 0.43                |
| 41      | 2          | «Лететь» «Fly»                                                            | Лорен Петцке  | Сара Таркофф & Дэнни Толли             | 13 июня 2022    | 402         | 0.47                |
| 42      | 3          | «Подземный тоскующий по дому инопланетянин» «Subterranean Homesick Alien» | Америка Янг   | Леа Лонгория & Джоэль Андерсон Томпсон | 20 июня 2022    | 403         | 0.46                |
| 43      | 4          | «Дорогая мама» «Dear Mama»                                                | Неизвестно    | Неизвестно                             | 27 июня 2022    | 404         | 0.45                |
| 44      | 5          | «Что посеешь, то и пожнешь» «You Get What You Give»                       | Неизвестно    | Неизвестно                             | 11 июля 2022    | 405         | 0.44                |
| 45      | 6          | «Поцелуй розы» «Kiss From a Rose»                                         | Неизвестно    | Неизвестно                             | 18 июля 2022    | 406         | 0.43                |
| 46      | 7          | «Откопай меня» «Dig Me Out»                                               | Неизвестно    | Неизвестно                             | 25 июля 2022    | 407         | 0.50                |
| 47      | 8          | «Скучаю по моему ребенку» «Missing My Baby»                               | Неизвестно    | Неизвестно                             | 1 августа 2022  | 408         | 0.44                |
| 48      | 9          | «Дикий Дикий Запад» «Wild Wild West»                                      | Неизвестно    | Неизвестно                             | 8 августа 2022  | 409         | 0.40                |
| 49      | 10         | «В яму» «Down in a Hole»                                                  | Неизвестно    | Неизвестно                             | 15 августа 2022 | 410         | 0.49                |